# Bernardo Benussi
Bernardo Benussi (Rovinj, 10. siječnja 1846. – Trst, 18. ožujka 1929.), srednjovjekovni povjesničar.

U Udinama pohađao nadbiskupsko sjemenište. U Kopru je nastavio školovanje. Studirao je pravo na Sveučilištu u Padovi. U Beču i Grazu je studirao povijesne i društvene znanosti. Diplomu učitelja povijesti i zemljopisa stekao je u Grazu 1869. godine i dvije godine potom ifilozofije. Radio u koparskoj i tršćanskoj gimnaziji, zatim je bio ravnatelj Ženske gimnazije i do 1920. predavao je u Višoj trgovačkoj školi predavao filozofiju, pedagogiju, ekonomsku geografiju i povijest trgovine.
Počasni predsjednik Tršćanskoga Università Popolare di Trieste, 1909–13. te počasni predsjednik i suosnivač Società Istriana di Archeologia e Storia Patria.
Bio je povjesničar sa svim obilježjima tadašnje austrijske historiografske škole. Istarsku je povijest pristrano interpretirao, u korist svoje teze o dominanstnoj ulozi romanske i venetske kulture. Otvoreno je politički polemizirao s ideološkim suparnicima, kao što je s msgr. F. Volarićem oko uporabe hrvatskog jezika u crkvenoj liturgiji.
Benussi je bio do kraja ostao vjeran Risorgimentu i idejama talijanskoga građanskog liberalizma s nacionalnim i nacionalističkim sastavnicama. Poslije 1918. odbio je fašističke ideje.
Usprkos tom stavu i bogatom znanstvenom opusu, znanstvenu vrijednost radova umanjuju mu talijanske iredentističke interpretacije istarske prošlosti. Danas se Talijanska osnovna škola u Rovinju zove po Bernardu Benussiju.